# روزی که مردم زود بیدار شدم
روزی که مردم زود بیدار شدم (به انگلیسی: I Woke Up Early the Day I Died) فیلمی محصول سال ۱۹۹۸ و به کارگردانی اریس الیپولیس است. در این فیلم بازیگرانی همچون بیلی زین، ران پرلمن، تیپی هدرن، اندرو مک‌کارتی، ویل پاتون، نیکولت شریدان، کارل استریکن، مکس پرلیچ، ساندرا برنهارد، جان ریتر، کرن بلک، ارتا کیت، آنا مگنوسون، آبراهام بنرابی، کریستینا ریچی، جاناتان تیلور توماس، رین فینیکس، سامر فینیکس، تارا رید، ریکی شرودر، استیون وبر، لیف گرت، مایک هاگرتی، مایلا نورمی و باد کرت ایفای نقش کرده‌اند.